# Yvonne van Rooy
Yvonne Catharina Maria Theresia van Rooy (Eindhoven, 4 juni 1951) is een Nederlandse voormalige politica en bestuurder. Ze was staatssecretaris van Economische Zaken namens het CDA in de kabinetten Lubbers II en Lubbers III.
Van Rooy werd geboren als dochter van voormalig minister en commissaris van de Koningin Charles van Rooy. Ze volgde gymnasium-a aan het Jeanne d'Arc Lyceum in Maastricht. Hierna ging ze rechten studeren aan de Universiteit Utrecht. Na haar afstuderen ging ze werken bij het Nederlands Christelijk Werkgeversverbond.
In 1984 werd ze gekozen als lid van het Europees Parlement. Twee jaar later werd ze terug naar Nederland gehaald om staatssecretaris te worden in het tweede kabinet Lubbers. Na de val van dit kabinet in 1989 werd ze lid van de Tweede Kamer. Toen in 1990 haar opvolger als staatssecretaris Piet Bukman minister van Landbouw werd, keerde Yvonne van Rooy weer terug als staatssecretaris van Economische Zaken. Tijdens het eerste paarse kabinet was ze wederom lid van de Tweede Kamer.
In september 1997 verliet Van Rooy de politiek om voorzitter van het college van bestuur van de toenmalige Katholieke Universiteit Brabant te worden. Ze was onder meer verantwoordelijk voor de nieuwe naam van de universiteit - Universiteit van Tilburg - en bleef collegevoorzitter tot 2004, toen ze overstapte naar de Universiteit Utrecht waar ze tot 2012 voorzitter van het college van bestuur was.
Van december 2012 tot december 2018 was Van Rooy voorzitter van de Nederlandse Vereniging van Ziekenhuizen. Ze werd in die functie opgevolgd door Ad Melkert.

## Verkiezingsuitslagen
| Verkiezing              | Partij | Positie    | Stemmen |
| ----------------------- | ------ | ---------- | ------- |
| Tweede Kamer 1989       | CDA    | 5 (lijst)  | 19.126  |
| Tweede Kamer 1994       | CDA    | 2 (lijst)  |         |
| Europese Parlement 2014 | CDA    | 29 (lijst) |         |

- Parlement.com: vg09lloosoym